# Sebastián Driussi
Sebastián Driussi est un footballeur argentin né le 9 février 1996 à Buenos Aires. Il joue au poste d'attaquant à River Plate.

## Biographie

### Carrière en club

#### River Plate (2013-2017)
Avec l'équipe de River Plate, il inscrit 17 buts en première division argentine lors de la saison 2016-2017.

#### Zénith Saint-Pétersbourg (2017-2021)
Il s'engage pour quatre ans au Zénith Saint-Pétersbourg le 8 juillet 2017

#### Austin FC (depuis 2021)
Le 29 juillet 2021, Driussi s'engage comme joueur désigné à l'Austin FC, franchise d'expansion lors de la saison 2021 de Major League Soccer. En février 2023, il signe un nouveau contrat le liant au club texan jusqu'en 2025, la saison 2026 étant en option.

### En équipe nationale
Avec les moins de 17 ans, il dispute la Coupe du monde des moins de 17 ans en 2013. Il joue sept matchs lors de ce mondial, inscrivant deux buts, contre l'Iran et la Tunisie. Sebastián Driussi officie comme capitaine lors du match pour la 3e place perdu contre la Suède.
Avec les moins de 20 ans, il participe au championnat sud-américain des moins de 20 ans en 2015. Lors de cette compétition, il joue huit matchs, inscrivant un but contre l'Uruguay.

## Statistiques
| Saison                | Club                     | Championnat           | Championnat | Championnat | Coupe(s) nationale(s) | Coupe(s) nationale(s) | Supercoupe | Supercoupe | Compétition(s) continentale(s) | Compétition(s) continentale(s) | Compétition(s) continentale(s) | Total | Total |
| Saison                | Club                     | Division              | M.          | B.          | M.                    | B.                    | M.         | B.         | Comp.                          | M.                             | B.                             | M.    | B.    |
| 2013-2014             | River Plate              | Primera División      | 2           | 0           | 3                     | 0                     | -          | -          | -                              | -                              | -                              | 5     | 0     |
| 2014                  | River Plate              | Primera División      | 10          | 0           | -                     | -                     | -          | -          | CS                             | 5                              | 1                              | 15    | 1     |
| 2015                  | River Plate              | Primera División      | 18          | 4           | -                     | -                     | -          | -          | CL+CS+CMC                      | 5+3+1                          | 0                              | 27    | 4     |
| 2016                  | River Plate              | Primera División      | 8           | 0           | 6                     | 2                     | -          | -          | CL+CS                          | 4+2                            | 0+1                            | 20    | 3     |
| 2016-2017             | River Plate              | Primera División      | 29          | 17          | -                     | -                     | -          | -          | CL                             | 6                              | 3                              | 35    | 20    |
| Sous-total            | Sous-total               | Sous-total            | 67          | 21          | 9                     | 2                     | -          | -          | -                              | 26                             | 5                              | 102   | 28    |
| 2017-2018             | Zénith Saint-Pétersbourg | Premier-Liga          | 27          | 5           | 1                     | 0                     | -          | -          | C3                             | 12                             | 1                              | 40    | 6     |
| 2018-2019             | Zénith Saint-Pétersbourg | Premier-Liga          | 27          | 10          | 1                     | 1                     | -          | -          | C3                             | 14                             | 1                              | 42    | 12    |
| 2019-2020             | Zénith Saint-Pétersbourg | Premier-Liga          | 25          | 4           | 2                     | 0                     | 1          | 0          | C1                             | 5                              | 0                              | 33    | 4     |
| 2020-2021             | Zénith Saint-Pétersbourg | Premier-Liga          | 16          | 1           | -                     | -                     | 1          | 0          | C1                             | 5                              | 1                              | 22    | 2     |
| 2021-2022             | Zénith Saint-Pétersbourg | Premier-Liga          | 0           | 0           | -                     | -                     | 1          | 0          | C1                             | -                              | -                              | 1     | 0     |
| Sous-total            | Sous-total               | Sous-total            | 95          | 20          | 4                     | 1                     | 3          | 0          | -                              | 36                             | 3                              | 138   | 24    |
| 2021                  | Austin FC                | MLS                   | 17          | 5           | -                     | -                     | -          | -          | -                              | -                              | -                              | 17    | 5     |
| 2022                  | Austin FC                | MLS                   | 37          | 25          | 1                     | 0                     | -          | -          | -                              | -                              | -                              | 38    | 25    |
| 2023                  | Austin FC                | MLS                   | 0           | 0           | 0                     | 0                     | -          | -          | LCup                           | 0                              | 0                              | 0     | 0     |
| Sous-total            | Sous-total               | Sous-total            | 54          | 30          | 1                     | 0                     | -          | -          | -                              | 0                              | 0                              | 55    | 30    |
| Total sur la carrière | Total sur la carrière    | Total sur la carrière | 201         | 71          | 13                    | 1                     | 3          | 0          | -                              | 52                             | 6                              | 269   | 78    |

## Palmarès

### En club
|  |  | River Plate - Championnat d'Argentine - Vice-champion en 2014. - Coupe d'Argentine (1) - Vainqueur en 2016. - Copa Libertadores (1) - Vainqueur en 2015. - Copa Sudamericana (1) - Vainqueur en 2014. - Coupe Suruga Bank (1) - Vainqueur en 2015. - Recopa Sudamericana (2) - Vainqueur en 2015 et 2016. |  | Zénith Saint-Pétersbourg - Championnat de Russie (3) - Champion en 2019, 2020 et 2021. - Coupe de Russie (1) - Vainqueur en 2020. - Supercoupe de Russie (2) - Vainqueur en 2020 et 2021. - Finaliste en 2019. |